# Přerov nad Labem
Přerov nad Labem – miejscowość i gmina (obec) w Czechach, w kraju środkowoczeskim, w powiecie Nymburk. W 2022 roku liczyła 1217 mieszkańców.

## Galeria zdjęć

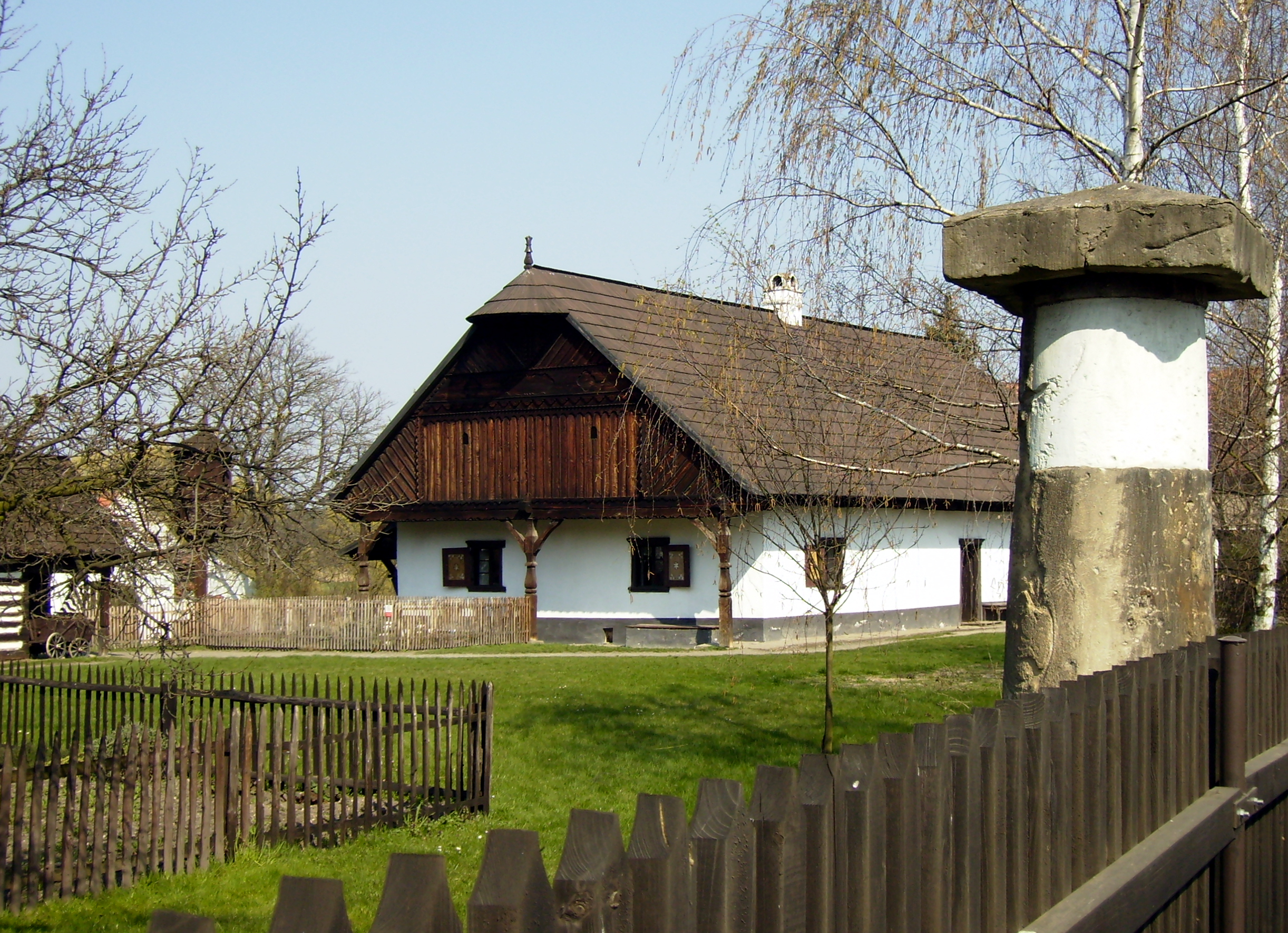
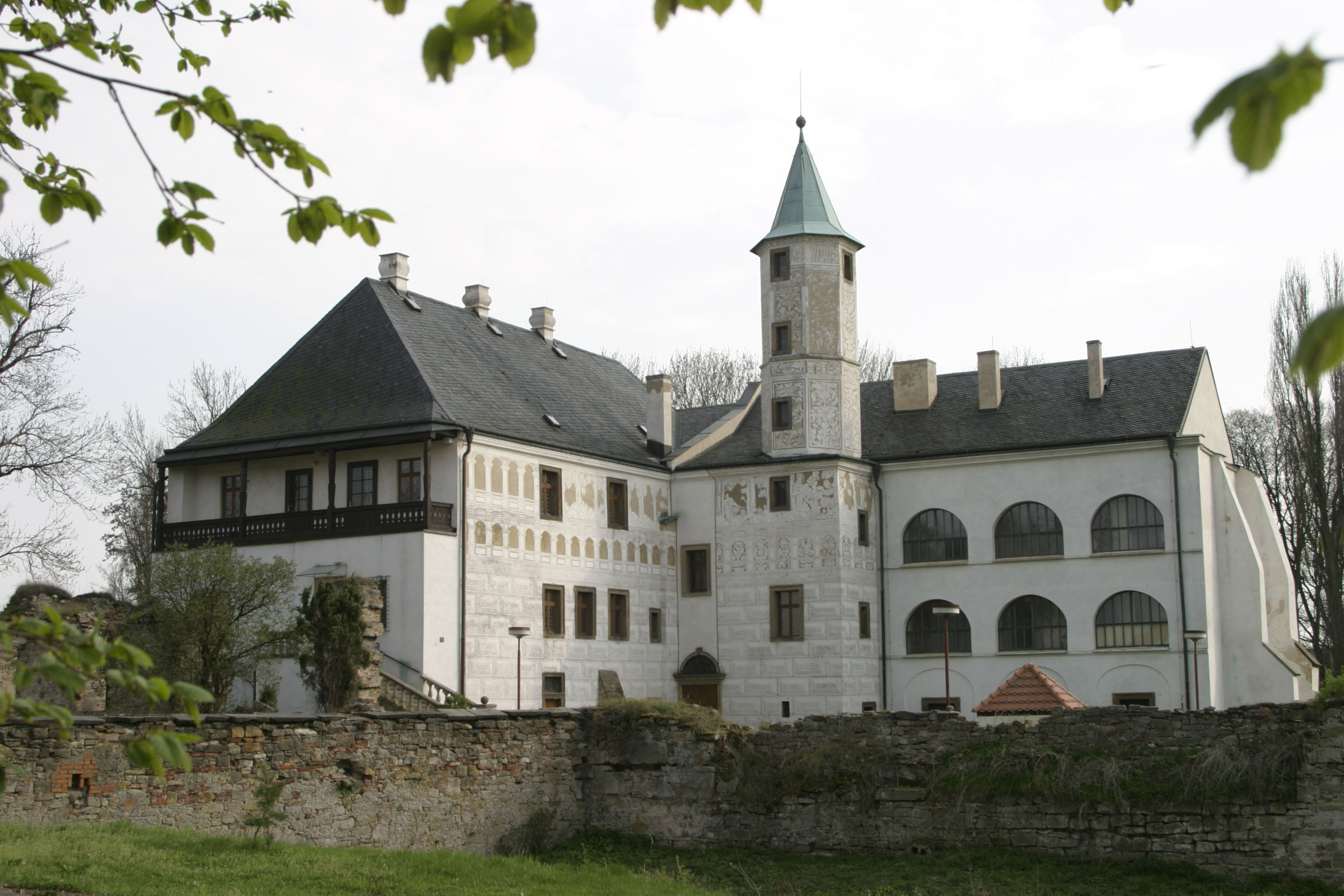
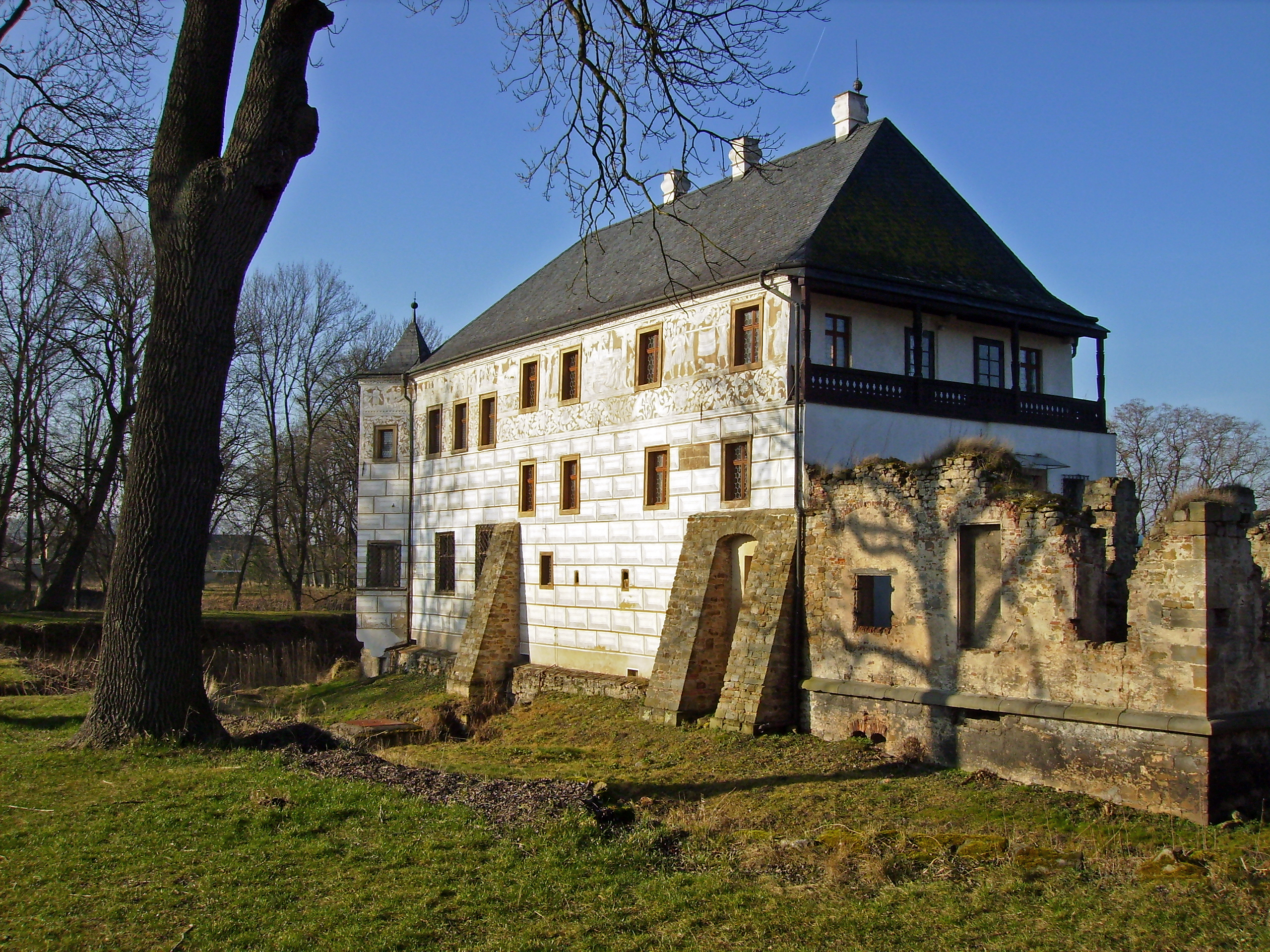
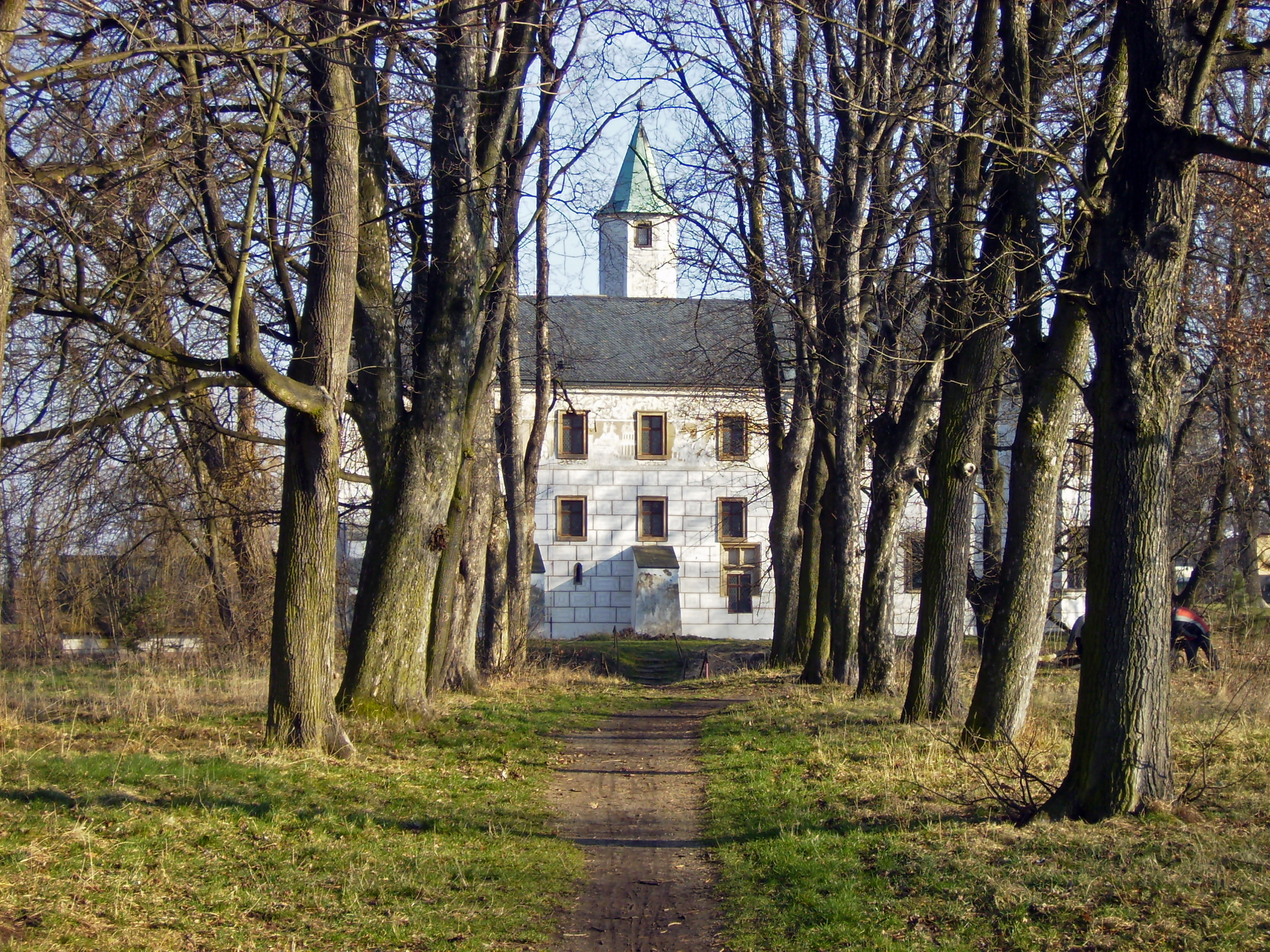
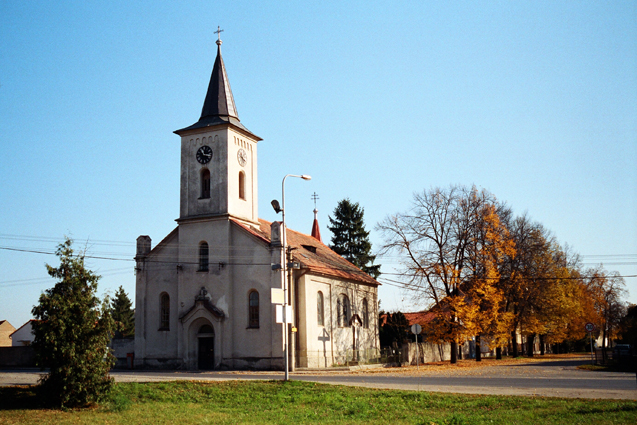
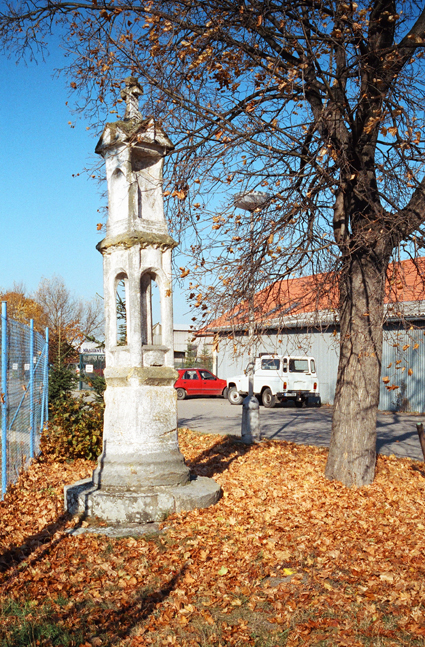
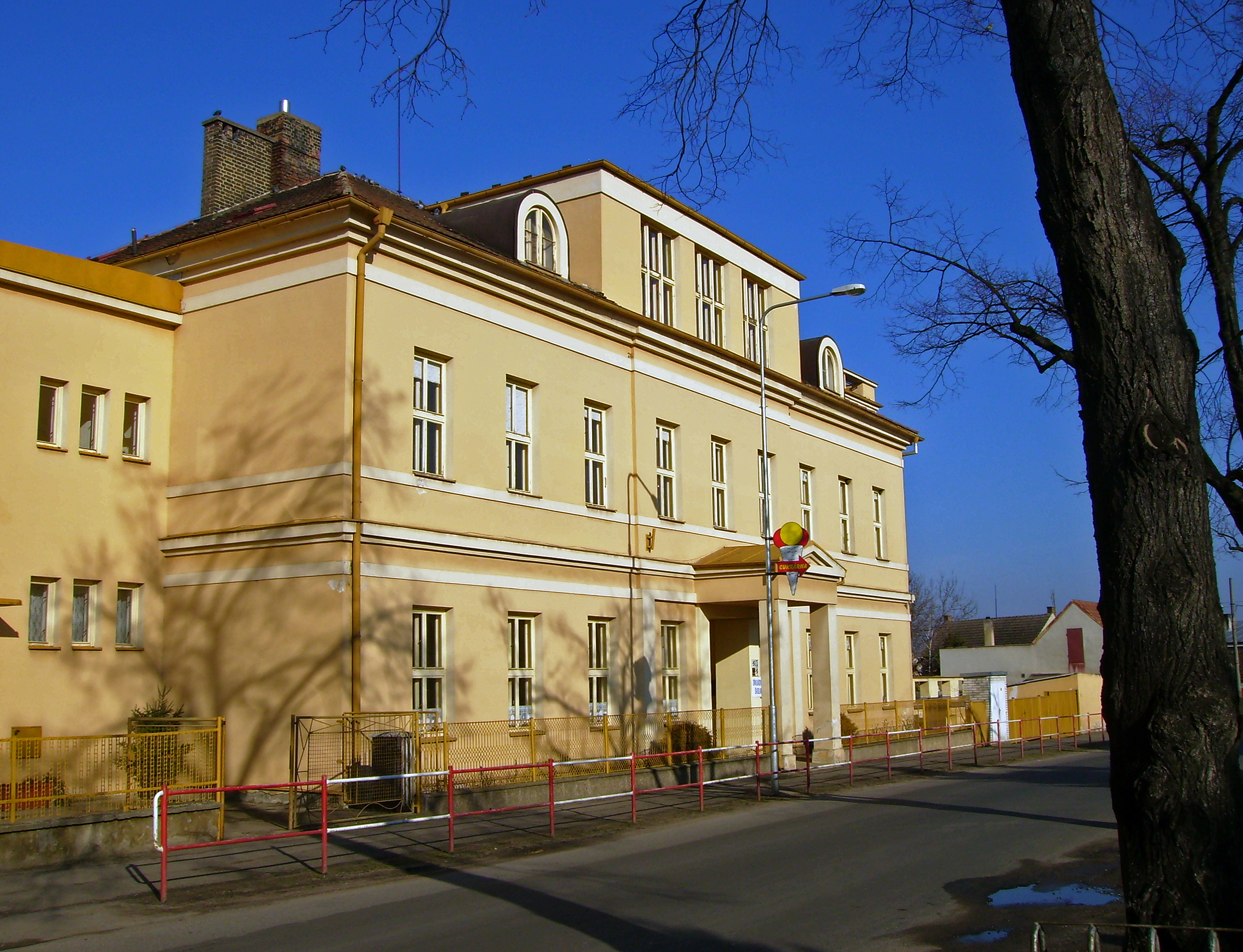